# Spojené království Velké Británie a Irska
Spojené království Velké Británie a Irska byla konstituční monarchie, rozkládající se na ostrovech Velká Británie a Irsko. Existovala v letech 1801 až 1922, kdy se osamostatnil Irský svobodný stát. Zákonem z roku 1927 byl pak dosavadní název změněn na Spojené království Velké Británie a Severního Irska.

## Historie
Zákonem o unii z roku 1800 došlo ke spojení Království Velké Británie s Irským královstvím, jež bylo postupně ovládnuto mezi roky 1541 a 1691 uzavřením dohody z Limericku.
Při Velikonočním povstání v roce 1916 byla jednostranně vyhlášena a následně v roce 1919 irským parlamentem (Dáil Éireann) ustanovena Irská republika, její neuznání Královstvím Velké Británie vedlo k Irské válce za nezávislost.
Po střetu mezi Irskou republikánskou armádou a silami Království Velké Británie ve válce o nezávislost došlo 6. prosince 1922 na základě Anglo-Irské dohody k rozdělení Irska na Severní Irsko a Irský stát.
Šest z devíti hrabství Ulsterské provincie vytvořilo novou zemi Severní Irsko a zůstalo součástí původního království. Zbylá část se transformovala v Irský stát. Dne 12. dubna 1927 byl pak zákonem změněn dosavadní název království a nadále se používá pojmenování Spojené království Velké Británie a Severního Irska.

## Vládnoucí dynastie
| Hannoverská dynastie | Hannoverská dynastie | Hannoverská dynastie | Hannoverská dynastie | Hannoverská dynastie                          |
| Portrét              | Jméno                | Narození–úmrtí       | Období vlády         | Rodiče                                        |
| -------------------- | -------------------- | -------------------- | -------------------- | --------------------------------------------- |
|                      | Jiří III.            | 1738–1820            | 1801–1820            | Frederik z Welsu Augusta Sasko-Gothajská      |
|                      | Jiří IV.             | 1762–1830            | 1820–1830            | Jiří III. Šarlota Meklenbursko-Střelická      |
|                      | Vilém IV.            | 1765–1837            | 1830–1837            | Jiří III. Šarlota Meklenbursko-Střelická      |
|                      | Viktorie             | 1819–1901            | 1837–1901            | Eduard August Kentský Viktorie Sasko-Koburská |
| Wettinové            |                      |                      |                      |                                               |
|                      | Eduard VII.          | 1841–1910            | 1901–1910            | Albert Sasko-Koburský Královna Viktorie       |
|                      | Jiří V.              | 1865–1936            | 1910–1922/27         | Eduard VII. Alexandra Dánská                  |